# Grozon
Grozon és un municipi francès situat al departament del Jura i a la regió de Borgonya - Franc Comtat. L'any 2007 tenia 472 habitants.

## Demografia

### Població
El 2007 la població de fet de Grozon era de 472 persones. Hi havia 178 famílies de les quals 40 eren unipersonals (16 homes vivint sols i 24 dones vivint soles), 55 parelles sense fills, 67 parelles amb fills i 16 famílies monoparentals amb fills.
La població ha evolucionat segons el següent gràfic:
Habitants censats

### Habitatges
El 2007 hi havia 195 habitatges, 178 eren l'habitatge principal de la família, 9 eren segones residències i 8 estaven desocupats. 166 eren cases i 29 eren apartaments. Dels 178 habitatges principals, 143 estaven ocupats pels seus propietaris, 32 estaven llogats i ocupats pels llogaters i 3 estaven cedits a títol gratuït; 2 tenien una cambra, 8 en tenien dues, 41 en tenien tres, 49 en tenien quatre i 78 en tenien cinc o més. 167 habitatges disposaven pel capbaix d'una plaça de pàrquing. A 78 habitatges hi havia un automòbil i a 79 n'hi havia dos o més.

### Piràmide de població
La piràmide de població per edats i sexe el 2009 era:
| Homes | Edats   | Dones |
| ----- | ------- | ----- |
| 0     | 95 o +  | 0     |
| 0     | 90 a 94 | 0     |
| 4     | 85 a 89 | 0     |
| 0     | 80 a 84 | 8     |
| 8     | 75 a 79 | 8     |
| 0     | 70 a 74 | 24    |
| 4     | 65 a 69 | 0     |
| 16    | 60 a 64 | 4     |
| 20    | 55 a 59 | 24    |
| 12    | 50 a 54 | 16    |
| 12    | 45 a 49 | 8     |
| 12    | 40 a 44 | 4     |
| 16    | 35 a 39 | 12    |
| 24    | 30 a 34 | 28    |
| 8     | 25 a 29 | 12    |
| 12    | 20 a 24 | 4     |
| 12    | 15 a 19 | 12    |
| 12    | 10 a 14 | 24    |
| 12    | 5 a 9   | 16    |
| 12    | 0 a 4   | 16    |

## Economia
El 2007 la població en edat de treballar era de 284 persones, 206 eren actives i 78 eren inactives. De les 206 persones actives 190 estaven ocupades (109 homes i 81 dones) i 16 estaven aturades (6 homes i 10 dones). De les 78 persones inactives 25 estaven jubilades, 29 estaven estudiant i 24 estaven classificades com a «altres inactius».

### Ingressos
El 2009 a Grozon hi havia 179 unitats fiscals que integraven 484 persones, la mediana anual d'ingressos fiscals per persona era de 14.809 €.

### Activitats econòmiques
Dels 14 establiments que hi havia el 2007, 1 era d'una empresa alimentària, 1 d'una empresa de fabricació d'altres productes industrials, 6 d'empreses de construcció, 5 d'empreses de serveis i 1 d'una entitat de l'administració pública.
Dels 4 establiments de servei als particulars que hi havia el 2009, 2 eren fusteries i 2 electricistes.
L'únic establiment comercial que hi havia el 2009 era una fleca.
L'any 2000 a Grozon hi havia 23 explotacions agrícoles que ocupaven un total de 968 hectàrees.

## Equipaments sanitaris i escolars
El 2009 hi havia una escola elemental.

## Poblacions més properes
El següent diagrama mostra les poblacions més properes.